# Gabriele Pepe
Gabriele Pepe (Civitacampomarano, 7 dicembre 1779 – Civitacampomarano, 26 luglio 1849) è stato un militare, patriota, letterato e poeta italiano, ufficiale dell'esercito napoletano.
Appartenente alla nobile famiglia Pepe di Civitacampomarano (CB), fu uno dei precursori dell'unità d'Italia e del Risorgimento, membro dell'Accademia dei Georgofili, socio al circolo Viesseux di Firenze, collaborò con l'Antologia e compose varie opere di carattere storico e letterario, fra cui il famoso Galimatias, il parallelo fra Cesare e Napoleone e altre.
Molisano, era figlio di Carlo Marcello e di Angela Maria Cuoco (zia paterna di Vincenzo Cuoco, del quale Gabriele Pepe quindi era cugino diretto).

## Biografia
Nel 1794 perdette la madre. Nel 1795 il padre, accusato di giacobinismo, venne arrestato e tenuto in prigionia nelle carceri di Lucera (FG) e successivamente inviato in esilio in Francia, a Marsiglia.

### Gli inizi come rivoluzionario
Nel 1797, dopo un fugace amore con Luisa De Marinis, la cui famiglia mal sopportava il legame con i "rivoluzionari" come lui, Gabriele si arruolò nell'esercito come alfiere nel reggimento napoletano "Abruzzo II".
Nel 1799, anno della famosa rivoluzione repubblicana partenopea, partecipò ai fatti di Benevento e Portici (NA), venne ferito ed imprigionato nelle carceri della Vicaria a Napoli e successivamente condannato a morte.
Intanto, a Civitacampomarano, la casa dei Pepe venne assalita e saccheggiata dalle truppe sanfediste, attivate dal cardinale Ruffo. Gabriele, al quale la pena di morte, data la giovane età, era stata commutata in esilio, partì per raggiungere il padre a Marsiglia, ma nel febbraio 1800 non fece in tempo a sbarcare nella città francese, che apprese della morte del padre.
Si arruolò allora nelle truppe francesi con le quali Napoleone Bonaparte si apprestava a varcare le Alpi. Il 10 maggio passò il Gran San Bernardo al seguito di Napoleone.
Fu membro della Massoneria e della Carboneria.
Visse a Milano dal 1801 al 1802, insieme al cugino Vincenzo Cuoco, anch'egli esule.
Nel 1802 rientrò in Molise e si dedicò a studi scientifici, letterari e giuridici.
Nel 1806 compose il suo primo scritto di rilievo a seguito del forte terremoto che nel 1805 aveva colpito la parte centrale del Sannio.

### La carriera militare
Dal 1807 al 1811 partecipò in Spagna alla campagna di Napoleone in Spagna, per annessione del Regno di Spagna e durante la permanenza spagnola compose il diario militare Galimatias, si distinse per eroismo e virtù militari, ottenendo però solo al ritorno in patria la promozione a capo battaglione e ad aiutante di campo del generale Francesco Pignatelli, principe di Strongoli.
Al servizio, prima di Giuseppe Bonaparte, re di Napoli, poi di Gioacchino Murat, ne registrò le innovazioni e commentò il fallimento dell'impresa unitaria murattiana.
Ferito a Macerata, nelle Marche, nel 1815 dopo il Proclama di Rimini, rientrò per miracolo a Civitacampomarano dove lo raggiunse la promozione a colonnello.
Dal 1817 al 1819 prestò servizio in Calabria quale Comandante delle truppe regie, compose varie opere letterarie e partecipò come socio a diverse Accademie scientifiche.
Nel 1820, grazie ai moti costituzionali del Regno di Napoli, venne eletto deputato a Napoli dalla Provincia di Molise.

### L'esilio
Con la restaurazione monarchica assoluta Gabriele fu nuovamente arrestato e condannato all'esilio a Brünn, in Moravia, dove visse in dignitosa povertà insieme ad altri patrioti come il Colletta dal 1821 al 1823, quando gli venne permesso di vivere a Firenze.
Il periodo fiorentino dell'esule Gabriele è certamente quello che più ha contribuito alla definitiva consacrazione dell'eroe, storico, colto militare di Civitacampomarano.
A Firenze si legò al gruppo dell'Antologia, fu membro del circolo Viesseux e dell'Accademia dei Georgofili insieme al fratello Raffaele, insigne agronomo molisano e presidente della neonata Provincia di Molise, conobbe e frequentò personalità come il Leopardi, Ranieri, Manzoni, Troya, Poerio e si mantenne impartendo lezioni di storia, letteratura e scienze ai giovani della nobiltà fiorentina.
Nel 1826 sfidò a duello il poeta Lamartine, in quel periodo diplomatico francese a Firenze, che aveva offeso l'Italia definendola, nel poemetto Dernier chant du pèlerinage d'Harold, come terre des morts (terra dei morti): il duello, svoltosi il 19 febbraio di quell'anno, si concluse con un lieve ferimento al braccio, subito dal poeta francese.

### Il rientro a casa e la carriera politica
Nel 1836 tornò a Civitacampomarano, dove si dedicò agli studi e al suono del violino. A Napoli trascorreva molti mesi invernali presso parenti, sempre sorvegliato speciale dalla polizia borbonica.
Nel 1848 venne tuttavia nominato Capo di Stato Maggiore della Guardia Nazionale con il grado di generale e coordinò la riorganizzazione militare dopo la concessione della Seconda Costituzione napoletana (29 gennaio 1848).
Rifiutò di entrare nel governo e persino all'invito del re di condurre egli stesso un nuovo ministero, affidato poi all'amico Troja.
Eletto ancora deputato nel nuovo parlamento napoletano,  sia nel collegio del Molise che, con maggioranza assoluta, nei collegi di Napoli, non riuscì però ad evitare gli eccessi delle barricate quarantottine.

### La fine
Dopo l'ennesimo scioglimento del parlamento napoletano, nel 1849, amareggiato, tornò a Civitacampomarano, dove la morte, giunta il 26 luglio, lo sottrasse all'ultimo mandato d'arresto borbonico.
Fu seppellito con tutti gli onori nella chiesa parrocchiale di San Giorgio in Civitacampomarano, ma le sue spoglie furono disperse da un sacerdote sanfedista, tal Bellaroba, per questo poi processato e sospeso a divinis.
Campobasso lo ricorda con monumento situato nell'omonima piazza in pieno centro. È uno dei personaggi principali del romanzo Non era la volta di Claudio Gigante (Castelvecchi, 2022).